# シアワセモ
シアワセモ (Tetrabaena socialis) とは、クラミドモナス目に属する植物の1種。4つの細胞から構成された、構成細胞数が最小の多細胞生物でもある。また、群体を形成するクラミドモナス目で最も古い、約2億年前に出現したと考えられている生物である。

## 概要
シアワセモは淡水生の藻であり、世界各地に存在する。発見は古く、最初に記載されたのは1841年である。19世紀頃はクリプトモナス属 (Cryptomonas) かゴニウム属 (Gonium) に属するとも考えられていたが、新属のテトラバエナ属 (Tetrabaena) やテトラゴニウム属 (Tetragonium) も同時に示されていた。現在ではテトラバエナ属に分類されている。シアワセモはテトラバエナ属に分類される唯一の種であり、他に Basichlamys 属の B. sacculifera のみが属するテトラバエナ科 (Tetrabaenaceae) のタイプ種でもある。
シアワセモの大きさは20μmから30μmという非常に小さなものである。全部で4つの細胞から構成されており、上向きから見ると緑色の円がサイコロの4の目のような正方形を形成しているように見える。横から見ると、球体ではなく卵形の形状に見え、葉緑体が細胞核をカップ状に包んでいる。細胞核には葉緑体がないため、その部分だけ透明に見える。4つの細胞それぞれに1つの眼点と2本の鞭毛をもち、鞭毛を動かすことで水中を泳ぐことができる。眼点は葉緑体の表面、鞭毛は細胞核の表面に分布する。

## 最小の多細胞生物
シアワセモは19世紀から知られていた生物であったものの、4つの細胞は多細胞生物として活動しているのか、それとも単細胞生物が単に4つくっついているだけなのかは長らく謎であった。クラミドモナス目には非常に少数の細胞が集合して多細胞生物としてふるまう事から、単細胞生物から多細胞生物へと進化する過程を探るのに重要なモデル生物群として注目されていた。しかしシアワセモそのものは多細胞生物であるという見解に否定的な論文が2009年に出されていた事もあり、あまり研究されてこなかった。その一方で、シアワセモは群体を形成するクラミドモナス目の中では最も古い、約2億年前に出現した生物であり、系統的には単細胞生物のクラミドモナス (Chlamydomonas reinhardtii) と多細胞生物のヒラタヒゲマワリ (Gonium pectorale) やニセヒゲマワリ (Astrephomene gubernaculifera) の間に位置する事も判明していた。
2013年に東京大学大学院の研究チームが、シアワセモの同調培養系を確立した上で、免疫蛍光染色法で細胞の骨格となるタンパク質を染色して観察した。その結果、単細胞生物のクラミドモナスは対称的な構造を持つのに対し、シアワセモは比較で用いられたヒラタヒゲマワリと同じ、非対称的な構造を有する事が判明した。また、透過型電子顕微鏡を用いて、シアワセモの娘群体の発生時を観察したところ、多細胞生物の基本的な構造である原形質間架橋が観察された。この特徴から、シアワセモの4つの細胞は多細胞生物としての振る舞いを行っている事が判明し、最小の細胞数で構成された多細胞生物であることが判明した。

## その他
シアワセモ（しあわせ藻）の和名は、見かけが幸運の象徴である四つ葉のクローバーに見える事、約2億年前に「幸運にも」多細胞生物化した事から名づけられた。